# SMIM19
SMIM19 (англ. Small integral membrane protein 19) – білок, який кодується однойменним геном, розташованим у людей на 8-й хромосомі. Довжина поліпептидного ланцюга білка становить 107 амінокислот, а молекулярна маса — 12 439.
| 10         |  | 20         |  | 30         |  | 40         |  | 50         |
| ---------- |  | ---------- |  | ---------- |  | ---------- |  | ---------- |
| MAGGYGVMGD |  | DGSIDYTVHE |  | AWNEATNVYL |  | IVILVSFGLF |  | MYAKRNKRRI |
| MRIFSVPPTE |  | ETLSEPNFYD |  | TISKIRLRQQ |  | LEMYSISRKY |  | DYQQPQNQAD |
| SVQLSLE    |  |            |  |            |  |            |  |            |

A: Аланін

D: Аспарагінова кислота

E: Глутамінова кислота

F: Фенілаланін

G: Гліцин

H: Гістидин

I: Ізолейцин

K: Лізин

L: Лейцин

M: Метіонін

N: Аспарагін

P: Пролін

Q: Глутамін

R: Аргінін

S: Серин

T: Треонін

V: Валін

W: Триптофан

Локалізований у мембрані.